# Predmier
Predmier este o comună slovacă, aflată în districtul Bytča din regiunea Žilina, pe malul râului Váh. Localitatea se află la altitudinea de 300 m deasupra n.m., se întinde pe o suprafață de 10,88 km2 și în 2017 număra 1.364 de locuitori.

## Istoric
Localitatea Predmier este atestată documentar din 1193.

## Demografie
| An:                | 1994 | 2004   | 2014   | 2024   |
| ------------------ | ---- | ------ | ------ | ------ |
| Număr de persoane: | 1335 | 1350   | 1364   | 1363   |
| Diferență:         |      | +1,12% | +1,03% | −0,07% |

| An:                | 2023 | 2024   |
| ------------------ | ---- | ------ |
| Număr de persoane: | 1359 | 1363   |
| Diferență:         |      | +0,29% |